# Mythimna aedesiusi
Mythimna aedesiusi là một loài bướm đêm trong họ Noctuidae.